# Карл I (Хесен-Филипстал)
Вижте пояснителната страница за други личности с името Карл I.
Карл I фон Хесен-Филипстал (на немски: Karl I von Hessen-Philippsthal; * 23 септември 1682 в Шмалкалден; † 8 май 1770 във Филипстал) от Дом Хесен е ландграф на Хесен-Филипстал (1721 – 1770).
Той е най-възрастният син на ландграф Филип фон Хесен-Филипстал и съпругата му Катарина Амалия фон Золмс-Лаубах (1654 – 1736), дъщеря на граф Карл Ото фон Золмс-Лаубах. През 1721 г. той последва баща си като ландграф на Хесен-Филипстал в ландграфство Хесен-Касел.
Карл отива през 1701 г. на датска служба и се бие през Испанската война за наследство. На 10 март 1710 г. има успех и е идигнат на генерал-майор. По-късно той е на френска служба, където на 13 март 1721 г. e издигнат на генерал-лейтенант. По-късно той е на императорска служба и се издига на фелдмаршал-лейтенант.

## Деца
Карл се жени на 24 ноември 1725 г. в Айзенах за Каролина Христина фон Саксония-Айзенах (1699 – 1743), дъщеря на херцог Йохан Вилхелм фон Саксония-Айзенах, с която има децата:
- Вилхелм (1726 – 1810), ландграф на Хесен-Филипстал

∞ 1755 принцеса Улрика Елеонора фон Хесен-Филипстал-Бархфелд (1732 – 1795)
- Каролина Амалия (1728 – 1746)
- Фридрих (1729 – 1751)
- Шарлота Амалия (1730 – 1801)

∞ 1750 г. за херцог Антон Улрих фон Саксония-Майнинген (1687 – 1763)
- Филипина (1731 – 1762)